# FC Clydesdale
Der Clydesdale F.C. war ein Fußballverein aus dem Süden Glasgows. Er wurde 1872 gegründet und war in den 1870er-Jahren dem Clydesdale Cricket Club angeschlossen. Der Verein gehörte auch, neben sieben weiteren, zu den Gründungsteams der Scottish Football Association.
Der Verein spielte in blauen und orangen Dressen im Kinning Park, der an einen neu gegründeten Fußballclub namens Glasgow Rangers verkauft wurde, und wechselte 1876, gemeinsam mit dem Cricket Club, in den Titwood Park. Mit einigen schottischen Nationalspielern war Clydesdale der einzige Verein, der dem damaligen Spitzenclub FC Queen’s Park die Stirne bieten konnte. Sie erreichten 1874 das erste schottische Cupfinale, das sie aber 0:2 gegen Queen´s Park verloren.
Die Finalmannschaft 1874 bildeten:
- Tor: Bob Gardner (5 Spiele für die schottische Nationalmannschaft[3])-Kapitän
- Verteidiger: David Wotherspoon, J. McArley
- Mittelfeld: A. H. Raeburn, Eben Hendry
- Sturm:  Frederick Anderson (1 Spiel und 1 Tor für die schottische Nationalmannschaft[4]), William Gibb (1 Spiel und 1 Tor für die schottische Nationalmannschaft[5]), James R. Wilson, James Lang, John Macpherson und J. Kennedy

Danach ging es aber immer weiter bergab und der Verein wurde 1882 aufgelöst. Der Cricket Club besteht bis heute und ist der älteste Sportclub Schottlands, das Hockeyteam blieb ebenfalls bestehen. Es wurden zwar einige Versuche unternommen, den Verein als Junior Team wiederzubeleben, diese schlugen aber fehl.